# Manuel Losada Villasante
Manuel Losada Villasante (Carmona, Andalusia, 1929) és un bioquímic i biòleg espanyol.

## Biografia
Nascut el 20 de desembre de 1929 a Carmona (Sevilla) el 1929. Deixeble de Severo Ochoa, es 
va llicenciar i doctorar en farmàcia per la Universitat Complutense de Madrid, treballant posteriorment a la Universitat de Münster i la Universitat de Berkeley durant els anys 50.
Abans de ser nomenat catedràtic de Bioquímica de la Universidad Hispalense de Sevilla, va dirigir durant tres anys el Instituto de Biología Celular del CSIC. El seu interés primordial com a investigador se centra en la fotosíntesi i altres sistemes bioquímics de conversió d'energia.
Juntament amb l'Instituto Nacional de Biodiversidad de Costa Rica, el 1995 fou guardonat amb el Premi Príncep d'Astúries d'Investigació Científica i Tècnica, per les seves investigacions pioneres i essencials sobre l'assimilació fotosintètica del nitrogen, clau fonamental pel desenvolupament de la vida.